# Bělbog
 (janvier 2024).
Si vous disposez d'ouvrages ou d'articles de référence ou si vous connaissez des sites web de qualité traitant du thème abordé ici, merci de compléter l'article en donnant les références utiles à sa vérifiabilité et en les liant à la section « Notes et références ».
Belobog, Bilobog, Belbog, Bialbog, Byelobog, Bielobog, Belun, Bylun (« le dieu blanc ») également appelé Kolada, Dajbog ou Ovsen à l'est des régions slaves, serait le dieu de la bonté et du jour dans la mythologie slave. Son antithèse est Tchernobog (« le dieu noir »). Néanmoins ce dualisme s'effrite au fur et à mesure des recherches actuelles.
Les légendes racontent que Belobog fut envoyé par Svarog pour créer une race humaine à son image. Belobog fit deux tentatives avant de voir Svarog satisfait de son travail. Ensuite, Belobog aurait installé son trône au pôle Nord. Depuis lors, il visiterait ses enfants chaque fin d'année. Il est décrit comme un vieillard à la barbe blanche, de grande stature, habillé de blanc, avec un bâton de pèlerin. Plusieurs pensent qu'il est l'origine du père Noël.
Belobog peut être comparé au dieu Heimdallr de la mythologie scandinave, qui fut lui aussi envoyé par Odin pour créer l'humanité.